# مایکل کیچن
 مایکل کیچن (انگلیسی: Michael Kitchen؛ زادهٔ ۳۱ اکتبر ۱۹۴۸) یک هنرپیشه اهل بریتانیا است. وی از سال ۱۹۷۱ میلادی تاکنون مشغول فعالیت بوده‌است.
از فیلم‌ها یا برنامه‌های تلویزیونی که وی در آن نقش داشته است، می‌توان به فروید، از درون آفریقا، وکلای مدافع و خانه روسی اشاره کرد.